# Reinheim (Gersheim)
Pour les articles homonymes, voir Reinheim.
Reinheim (Reinem ou Reinum en sarrois) est la deuxième plus grande localité de la commune allemande de Gersheim dans l'arrondissement de Sarre-Palatinat en Sarre, (avec environ 1 100 habitants en 2005). 
Jusqu'au 1er janvier 1974, c'est une commune indépendante de l'arrondissement de Saint-Ingbert.

## Géographie
Le village se situe dans la région du Bliesgau à l'arrivée du « sentier de loisirs de la vallée de la Blies » (allemand : Bliestal-Freizeitweg), qui débute à Blieskastel et suit le parcours de l'ancienne voie ferroviaire de la vallée sur une longueur de 16 km.

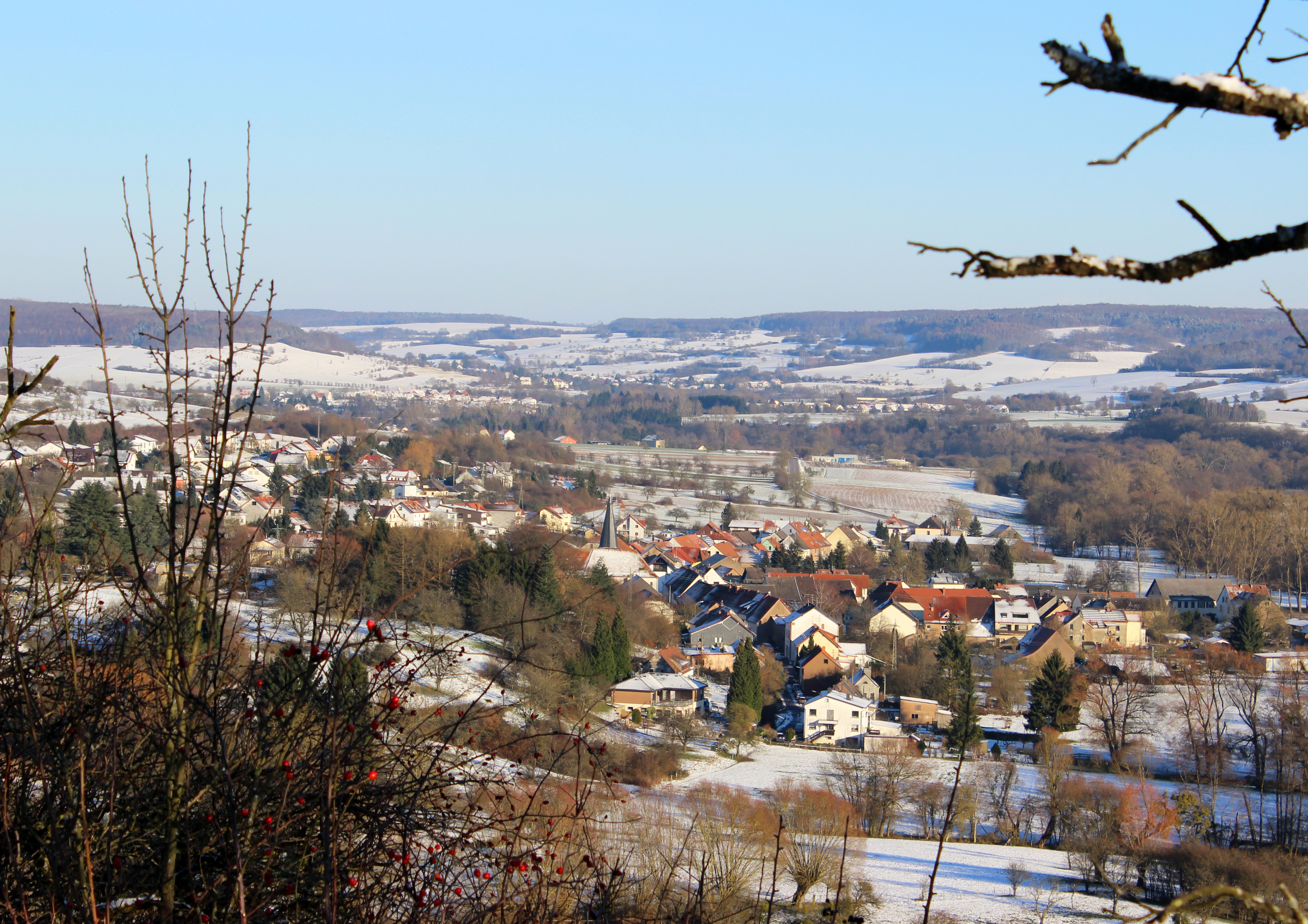
Vue générale du village en hiver.

## Histoire
Le village de Reinheim est devenu célèbre par sa villa rustica romaine et la tombe de la princesse celte, datant de l'époque de La Tène. Le parc archéologique européen de Bliesbruck-Reinheim conserve les riches découvertes réalisées sur place. Dans la nécropole, la tombe de la dame de Reinheim est une découverte majeure du début de la culture celtique. On peut ici avoir une idée de l'occupation gallo-romaine des lieux, sur lesquels des fouilles sont en cours. Une nouvelle tombe a été découverte en 2005 entre les villages de Gersheim et Reinheim. Elle renferme deux cadavres d'enfant, datant très vraisemblablement de l'époque gallo-romaine. Immédiatement de l'autre côté de la frontière avec la France, un vicus se situe sur le territoire de la commune française de Bliesbruck, comportant un ensemble thermal. On suppose qu'une zone de colonisation datant de l'âge du bronze se situait entre ces deux domaines. La présence d'une nécropole située à proximité laisse supposer que le site a été habité sans interruption de l'ère de Hallstatt jusqu'à l'époque de l'Antiquité tardive. Ainsi, on estime aujourd'hui qu'un site de l'âge du bronze a pu exister dans la vallée de la Blies, à environ 500 mètres de la villa rustica. L'endroit est fouillé depuis 2004.

## Lieux et monuments
- Le site archéologique, situé entre le village allemand de Reinheim et celui de Bliesbruck, dans la Lorraine toute proche, présente d'importants vestiges datant de différentes époques, allant de l'âge du bronze jusqu'à l'Antiquité tardive.
- L'église paroissiale catholique[2], dédiée à saint Marc, présente une tour-clocher romane de forme circulaire du XIIe siècle, comme les proches villages d'Erfweiler-Ehlingen et de Bebelsheim. La nef qui date de 1790-1791 est établie d'après des plans de Peter Reheis avec un riche mobilier, dont deux autels du sculpteur Jean Martersteck[3].
- Vestiges d'une grande ville gallo-romaine et reconstruction d'une nécropole gauloise ; l'un des trois tertres funéraires abrite la tombe de la « Princesse de Reinheim » (IVe siècle av. J.-C.) avec ses somptueux bijoux et offrandes, chefs-d'œuvre de l'art celtique[4].

## Viticulture
Le raisin est cultivé dans la vallée de la Blies dès l'époque romaine, comme en témoignent les nombreux vestiges de cabanes et de murs, autrefois situés dans les vignes. La viticulture est réintroduite dans la région durant l'entre-deux-guerres. Au début du XXIe siècle, un cépage est replanté à Reinheim à proximité d'une ancienne maison de vigneron.

## Manifestations régulières
- Trophée Karlsberg : chaque weekend après la Fête-Dieu a lieu un championnat junior de cyclisme sur route.
- Le défilé annuel du Rosenmontag réunit des milliers de visiteurs sur son trajet.